# Ogyrides orientalis
Ogyrides orientalis är en kräftdjursart som först beskrevs av William Stimpson 1860.  Ogyrides orientalis ingår i släktet Ogyrides och familjen Ogyrididae. Inga underarter finns listade i Catalogue of Life.